# Petersgårdens kyrka
Petersgårdens kyrka är en kyrkobyggnad i Lunds kommun. Den är församlingskyrka i S:t Peters klosters församling i Lunds stift.

## Kyrkobyggnaden
Kyrkan invigdes den 27 februari 1965 som församlingshem. Arkitekter var Hans Westman och Fritz Österling.
Byggnaderna renoverades 1993-94. Då byggdes den öppna gården in och ändrades till ett kyrktorg med bland annat café. Kyrkan med klockstapel är inrymd i östra längan.
På gården finns en skulptur av Ivar Ålenius-Björk.

## Inventarier
- Processionskorset i ek och järnsmide är utförd av konstnären Bertil Ågren 1977.
- Glasmosaiken med temat Störst i hela himmelriket är utförd 1987 av Tore Ekelin.
- I januari 1996 installerades ett glaskrucifix tillverkat vid Åfors glasbruk och formgivet av Bertil Vallien.

### Orgel
- Den nuvarande orgeln byggdes 1967 av Anders Persson Orgelbyggeri, Viken och är en mekanisk orgel.

| Manual I     | Manual II     | Pedal      | Koppel |
| Rörflöjt 8'  | Gedackt 8'    | Subbas 16´ | I/P    |
| Principal 4' | Rörflöjt 4'   | Oktava 4'  | II/P   |
| Waldflöjt 2' | Kvinta 1 1/3' |            | II/I   |

### Webbkällor
- Sankt Peters klosters församling
- Wikimedia Commons har media som rör Petersgårdens kyrka.